# 유정남
유정남(劉正男, 1983년 9월 12일 ~ )은 대한민국의 수영 선수이다. 서울대학교를 졸업하고 부산광역시체육회 소속이며 접영이 주종목이다.
2002년 아시안 게임과 2008년 하계 올림픽에 출전하였다.
2005년 몬트리올 세계선수권대회 접영 200m에서 1분58초89를 기록하여 한국신기록을 세웠다. 이후 2009년 7월 28일 2009년 세계 수영 선수권 대회 남자 접영 200m 예선 5조에서 1분58초56로 기록을 경신하였다. 뒤이어 12월 2009년 동아시아 경기 대회에서 1분 57초 91로 다시 한 번 한국신기록을 세웠다.